# Baguinéda-Camp
Baguinéda-Camp is een gemeente (commune) in de regio Koulikoro in Mali. De gemeente telt 52.000 inwoners (2009).